# ウアシン・ギシュ (カウンティ)
ウアシン・ギシュ（スワヒリ語: Wilaya ya Uasin Gishu、英語: Uasin Gishu County）はケニア西部の旧リフトバレー州中部のカウンティ。
中心都市はエルドレット。
2009年の人口は89万4179人。

## 人口[1]
- 1979年8月24日：30万766人
- 1989年8月24日：44万5530人
- 1999年8月24日：62万2705人
- 2009年8月24日：89万4179人

## 隣接カウンティ
- 北：トランス・ンゾイア (カウンティ)
- 東：エルゲーヨ＝マラクウェト (カウンティ)
- 南東：バリンゴ (カウンティ)
- 南：ケリチョ (カウンティ)
- 南西：ナンディ (カウンティ)
- 西：カカメガ (カウンティ)

## 歴史
1903年、英領ウガンダ計画でユダヤ人を入植させようとした。
1908年、南アフリカからアフリカーンス語を話す58家族が入植した。
1911年、更に60家族が入植した。
エルドレットは入植者の農場に建設された。

## 主要都市[3]
人口は2009年の値
- エルドレット：25万2061人(中心都市)
- モイの橋（英語版）：1万858人

## 著名人[3]

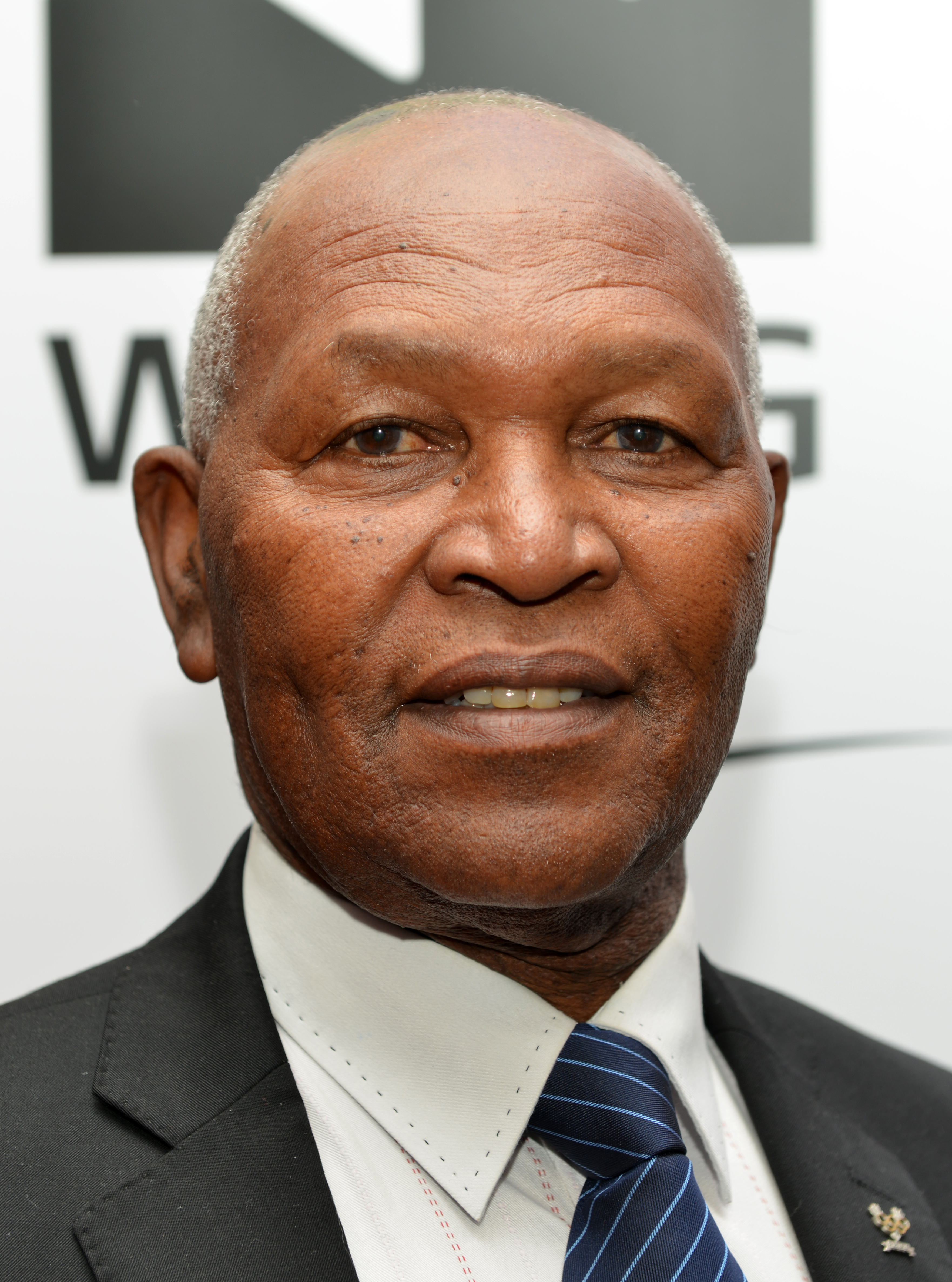
キプチョゲ・ケイノ(2014年)

- キプチョゲ・ケイノ(Kipchoge Keino)
  - 1940年1月17日～
  - ケニア代表の男子1500m・5000m選手
    - 1965年：アフリカ競技大会(コンゴ共和国・ブラザヴィル)金メダル(1500m・5000m)
    - 1966年：コモンウェルスゲームズ(ジャマイカ・キングストン)金メダル(1マイル・3マイル)
    - 1968年：メキシコ市五輪1968金メダル(1500m)・銀メダル(5000m)
    - 1970年：コモンウェルスゲームズ(スコットランド・エディンバラ)金メダル(1500m)・銅メダル(5000m)
    - 1972年：ミュンヘン五輪1972金メダル(3000m障害)・銀メダル(1500m)
    - 1973年：アフリカ競技大会(ナイジェリア・ラゴス)銀メダル(1500m)
    - 2016年：オリンピック栄誉賞（英語版）受賞(初代)

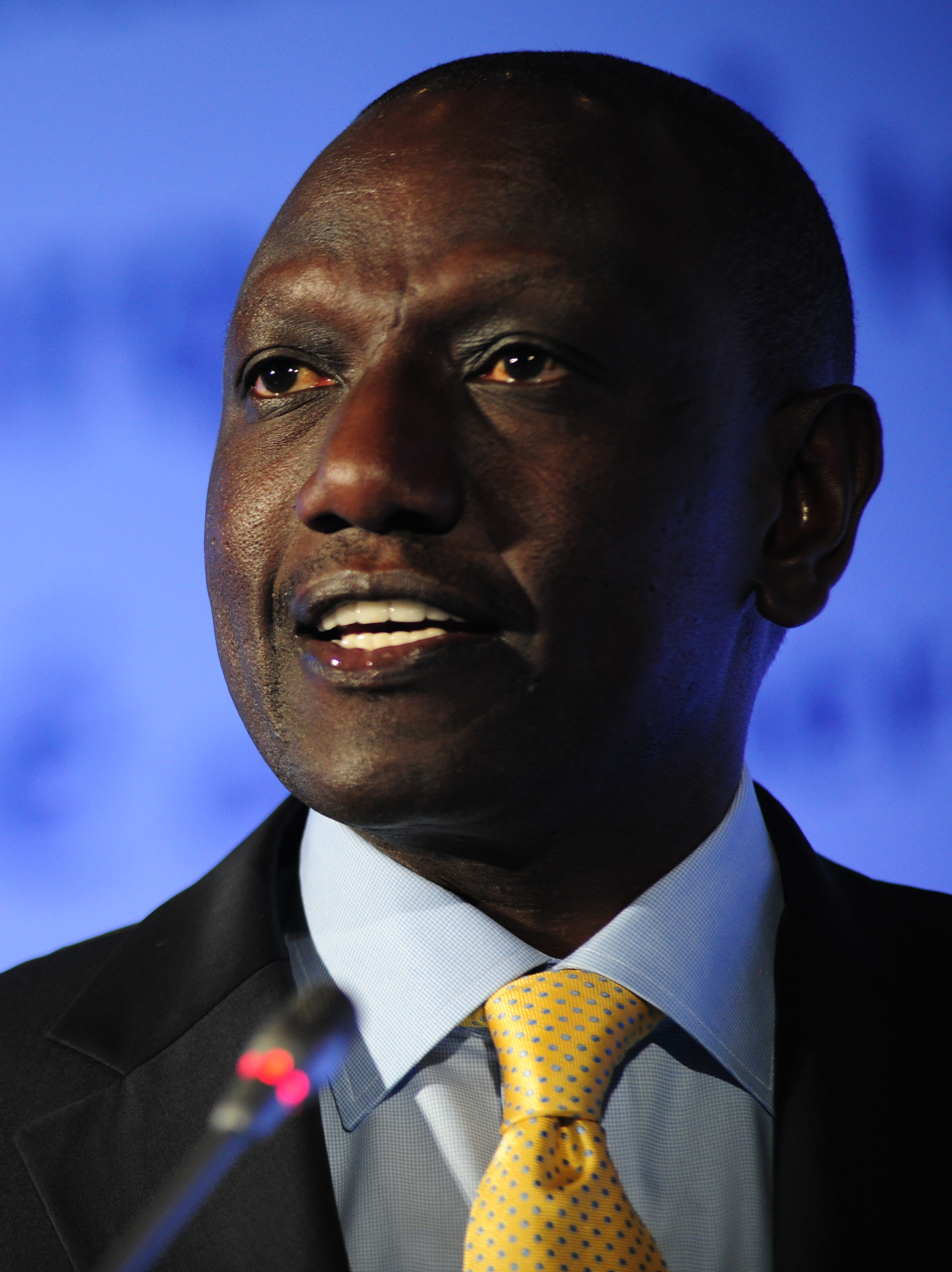
ウィリアム・ルト(2014年)

- ウィリアム・ルト(William Ruto)
  - 1966年12月21日～
  -  ケニアの政治家
    - 2002年8月～12月：内務大臣
    - 2008年4月17日～2010年4月21日：農業大臣
    - 2010年4月21日～2010年10月19日：高等教育大臣
    - 2013年4月9日～：副大統領

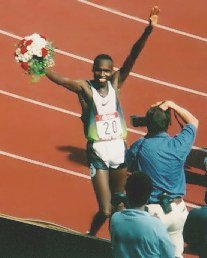
ウィルソン・キプケテル(1997年)

- ウィルソン・キプケテル(Wilson Kipketer)
  - 1972年12月12日～
  - デンマーク代表の男子800m選手
    - 1995年：世界陸上(スウェーデン・イェーテボリ)金メダル・IAAFグランプリファイナル(モナコ・モンテカルロ)銀メダル
    - 1997年：世界室内陸上(フランス・パリ)金メダル・世界陸上(ギリシャ・アテネ)金メダル・IAAFグランプリファイナル(日本・福岡市)金メダル
    - 1999年：世界室内陸上(日本・前橋市)銀メダル・世界陸上(スペイン・セビリア)金メダル・IAAFグランプリファイナル(ドイツ・ミュンヘン)金メダル
    - 2000年：シドニー五輪2000銀メダル
    - 2002年：ヨーロッパ陸上(ドイツ・ミュンヘン)金メダル
    - 2003年：世界室内陸上(イングランド・バーミンガム)銀メダル
    - 2004年：アテネ五輪2004銅メダル

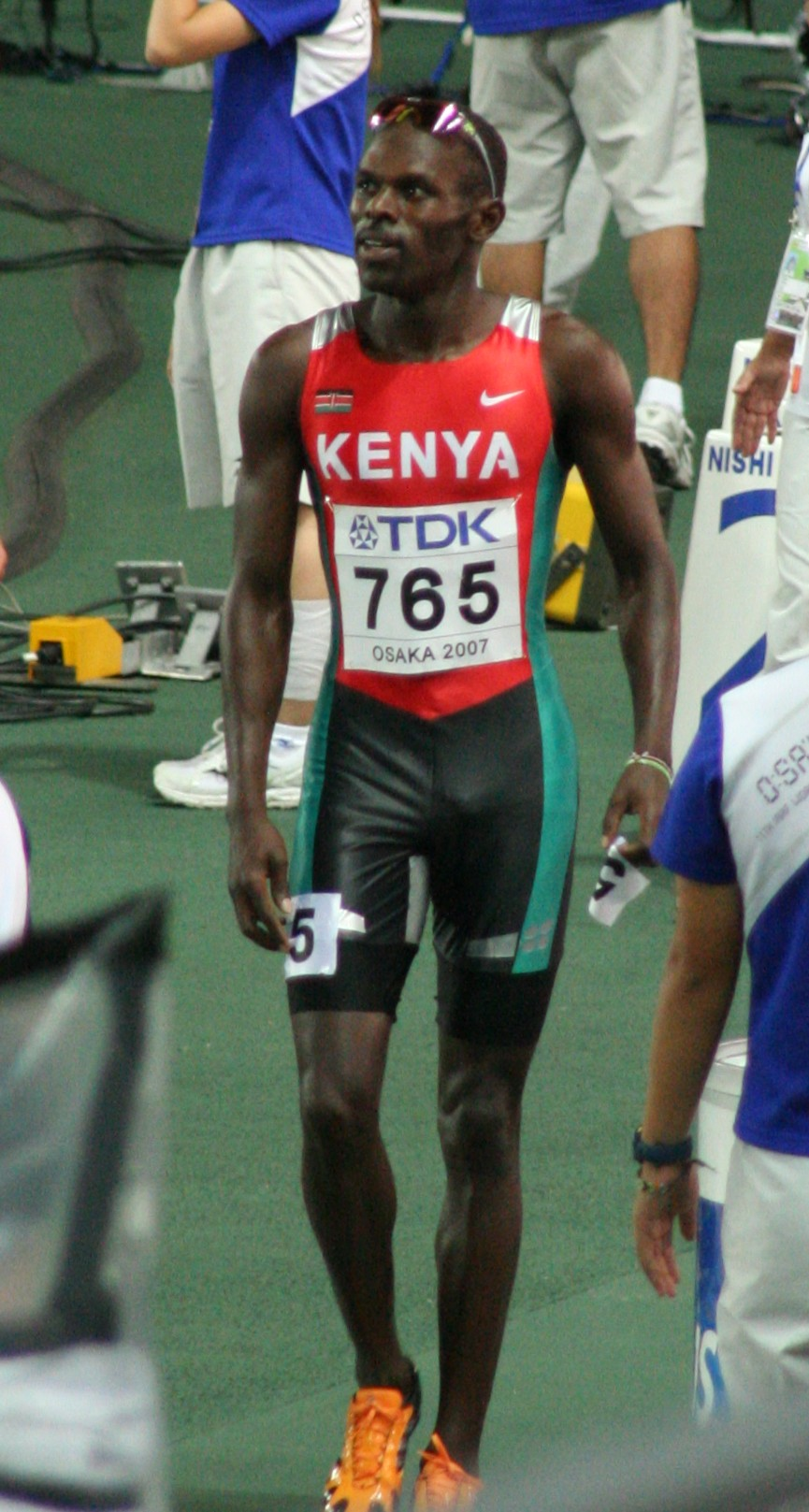
ウィルフレッド・ブンゲイ(2007年)

- ウィルフレッド・ブンゲイ(Wilfred Kipkemboi Bungei)
  - 1980年7月24日～
  - ケニアの男子800m走者
    - 1998年：世界ジュニア陸上(フランス・アヌシー)銀メダル
    - 2001年：世界陸上(カナダ・エドモントン)銀メダル
    - 2003年：世界室内陸上(イングランド・バーミンガム)銅メダル・IAAFワールドアスレチックファイナル(モナコ・モンテカルロ)金メダル
    - 2005年：IAAFワールドアスレチックファイナル(モナコ・モンテカルロ)金メダル
    - 2006年：世界室内陸上(ロシア・モスクワ)金メダル・IAAFワールドアスレチックファイナル(ドイツ・シュトゥットガルト)銅メダル
    - 2008年：北京五輪2008金メダル

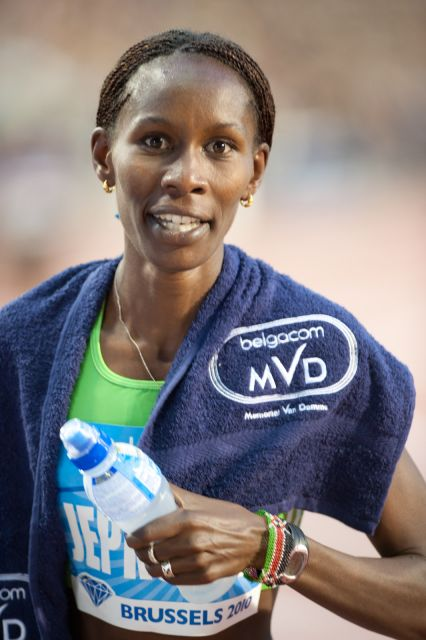
ジェネス・ジェプコスゲイ(2010年)

- ジェネス・ジェプコスゲイ(Janeth Jepkosgei)
  - 1983年12月13日～
  -  ケニア代表の女子800m選手
    - 2002年：世界ジュニア陸上選手権(ジャマイカ・キングストン)金メダル
    - 2006年：コモンウェルスゲームズ(オーストラリア・メルボルン)金メダル・IAAFワールドアスレチックファイナル(ドイツ・シュトゥットガルト)銀メダル・IAAF陸上ワールドカップ(ギリシャ・アテネ)銀メダル
    - 2007年：世界陸上(日本・大阪市)金メダル・IAAFワールドアスレチックファイナル(ドイツ・シュトゥットガルト)金メダル
    - 2008年：北京五輪2008銀メダル・IAAFワールドアスレチックファイナル(ドイツ・シュトゥットガルト)銀メダル
    - 2009年：世界陸上(ドイツ・ベルリン銀メダル
    - 2011年：世界陸上(韓国・大邱)銅メダル